# Euophryinae
Euophryinae – podrodzina pająków zaliczana do rodziny skakunowatych. Swym zasięgiem obejmuje cały świat z wyjątkiem obszarów zimna.
- Agobardus Keyserling, 1885
- Akela Peckham & Peckham, 1896
- Amphidraus Simon, 1900
- Anasaitis Bryant, 1950
- Antillattus Bryant, 1943
- Aruattus Logunov & Azarkina, 2008
- Asaphobelis Simon, 1902
- Ascyltus Karsch, 1878
- Athamas O. P.-Cambridge, 1877
- Bathippus Thorell, 1892
- Belliena Simon, 1902
- Bindax Thorell, 1892
- Bokokius Roewer, 1942
- Canama Simon, 1903
- Caribattus Bryant, 1950
- Chalcoscirtus Bertkau, 1880
- Chalcotropis Simon, 1902
- Chapoda Peckham & Peckham, 1896
- Charippus Thorell, 1895
- Chinattus Logunov, 1999
- Chloridusa Simon, 1902
- Cobanus F. O. P.-Cambridge, 1900
- Coccorchestes Thorell, 1881
- Colyttus Thorell, 1891
- Commoris Simon, 1902
- Compsodecta Simon, 1903
- Coryphasia Simon, 1902
- Corythalia C. L. Koch, 1850
- Cytaea Keyserling, 1882
- Darwinneon Cutler, 1971
- Dinattus Bryant, 1943
- Dolichoneon Caporiacco, 1935
- Donoessus Simon, 1902
- Emathis Simon, 1899
- Ergane L. Koch, 1881
- Euophrys C. L. Koch, 1834
- Euryattus Thorell, 1881
- Gedea Simon, 1902
- Gorgasella Chickering, 1946
- Habrocestoides Prószyński, 1992
- Habrocestum Simon, 1876
- Hermotimus Simon, 1903
- Hypoblemum Peckham & Peckham, 1886
- Ilargus Simon, 1901
- Jotus L. Koch, 1881
- Klamathia Peckham & Peckham, 1903
- Lagnus L. Koch, 1879
- Laufeia Simon, 1889
- Lauharulla Keyserling, 1883
- Lepidemathis Simon, 1903
- Lophostica Simon, 1902
- Lycidas Karsch, 1878
- Maeota Simon, 1901
- Maeotella Bryant, 1950
- Maratus Karsch, 1878
- Margaromma Keyserling, 1882
- Mexigonus Edwards, 2002
- Micalula Strand, 1932
- Mirandia Badcock, 1932
- Mopiopia Simon, 1902
- Muziris Simon, 1901
- Naphrys Edwards, 2002
- Nebridia Simon, 1902
- Neon Simon, 1876
- Neonella Gertsch, 1936
- Nicylla Thorell, 1890
- Ocnotelus Simon, 1902
- Omoedus Thorell, 1881
- Opisthoncana Strand, 1913
- Palpelius Simon, 1903
- Paradecta Bryant, 1950
- Parajotus Peckham & Peckham, 1903
- Parasaitis Bryant, 1950
- Pellolessertia Strand, 1929
- Pensacola Peckham & Peckham, 1885
- Pensacolops Bauab, 1983
- Phaulostylus Simon, 1902
- Pignus Wesolowska, 2000
- Poecilorchestes Simon, 1901
- Pristobaeus Simon, 1902
- Prostheclina Keyserling, 1882
- Pselcis Simon, 1903
- Pseudemathis Simon, 1902
- Pseudeuophrys Dahl, 1912
- Pseudocorythalia Caporiacco, 1938
- Pystira Simon, 1901
- Rhyphelia Simon, 1902
- Saaristattus Logunov & Azarkina, 2008
- Saitidops Simon, 1901
- Saitis Simon, 1876
- Saitissus Roewer, 1938
- Salpesia Simon, 1901
- Semnolius Simon, 1902
- Servaea Simon, 1888
- Sidusa Peckham & Peckham, 1895
- Sigytes Simon, 1902
- Siloca Simon, 1902
- Spilargis Simon, 1902
- Stoidis Simon, 1901
- Talavera Peckham & Peckham, 1909
- Tanzania Kocak & Kemal, 2008
- Tariona Simon, 1902
- Tatari Berland, 1938
- Thianella Strand, 1907
- Thiania C. L. Koch, 1846
- Thianitara Simon, 1903
- Thorelliola Strand, 1942
- Thyenula Simon, 1902
- Trite Simon, 1885
- Tylogonus Simon, 1902
- Udvardya Prószyński, 1992
- Xenocytaea Berry, Beatty & Prószyński, 1998
- Zenodorus Peckham & Peckham, 1886
- † Parevophrys Petrunkevitch, 1942